# Alianza Federal
Alianza Federal fue una coalición política argentina de centroderecha que levantó la candidatura de Francisco Manrique y Guillermo Belgrano Rawson a Presidente y Vicepresidente de la Nación, respectivamente, a las elecciones presidenciales de 1983.
Se encontraba integrada por el Partido Federal, Fuerza Federalista Popular (Fufepo), Movimiento Línea Popular y Concentración Demócrata. Varios de estos partidos y agrupaciones menores de carácter provincial habían apoyado la candidatura de Manrique en las elecciones de marzo y diciembre de 1973, unidos en la Alianza Popular Federalista. Entre sus propuestas se encontraba liberalizar la economía y otorgar mayor autonomía a las provincias.
La fórmula Manrique-Belgrano Rawson obtuvo 104 114 votos, correspondientes al 0,70% de los sufragios y ningún elector. En tanto, en las elecciones legislativas paralelas, la Alianza no consiguió elegir diputados ni senadores, por lo que se disolvió tras los comicios.